# Just'a Lotta Animals
La Just'a Lotta Animals (traducido al español como Sólo Un Montón de Animales) es un cómic de un supergrupo ficticio de superhéroes que apareció como publicaciones creadas por la editorial DC Comics. El equipo es una divertida parodia antropomórfica a la Liga de la Justicia de América, donde muestran de manera divertida versiones animales de sus contrapartes tradicionales.
La Just'a Lotta Animals apareció originalmente en la serie de historietas hermana, El Capitán Zanahoria y su sorprendente Zoo Crew! como el nombre del cómic de superhéroes que fue escrito y dibujado por el ficticio alter ego del Capitán Zanahoria, Roger Rabbit Rodney. Varios paneles del cómic de la Just'a Lotta Animals mostraron al Capitán Zanahoria en varias series eran a menudo parodias a los clásicos argumentos Liga de la Justicia. El equipo era de hecho una propuesta original de los creadores de Zoo Crew Roy Thomas y Scott Shaw, en la cual fue para una serie de divertidos cómics de superhéroes animales para la DC Comics, pero el redactor jefe de DC, Dick Giordano les pidió que crearan personajes originales en su lugar. Con ello estuvieron de acuerdo y crearon el equipo al equipo conocido como El parque Zoológico, aun así, terminó siendo parte de la introducción del equipo con su propia serie denominada la Just'a Lotta Animals o JLAs. Básicamente sería un cómic de contenido humorístico y con elementos del cómic de superhéroes.
En el Captain Carrot and His Amazing Zoo Crew! #14 y #15, en una historia titulada "Crisis en Tierra-C!"la Just'a Lotta Animals fueron finalmente revelados de que estos personajes realmente existen en el Multiverso DC, en una Tierra paralela llamada " Tierra-C-Menor" (en comparación con el mundo del equipo del Parque Zoológico, al cual se llamó "Tierra-C"). Los dos equipos se unieron para derrotar a los villanos de la historia, al Dr. Hoot (un búho científico loco) y Feline Faust (un gato brujo , una parodia al supervillano de la Liga de la Justicia Felix Faust).

## Ubicación en el Multiverso Pre-Crisis yPost52
La Just'a Lotta Animals vivían en un universo paralelo denominado Tierra-C-Menor, e hizo su cuartel general en una Estación Espacial en órbita alrededor de la Tierra, una contraparte de la Atalaya de la Liga de la Justicia.
Los eventos y los personajes de la Tierra-C-Menor se consideraron como eventos ficticios para los nativos de la Tierra-C, y que eran similares a cómo sucedieron los acontecimientos y personajes de Tierra 2 fueron considerados como eventos ficticios para los de la Tierra 1. Además, los eventos y los personajes de la Tierra-C-Menor paralela fueron por entonces dominantes para el Universo DC de Tierra 1, por lo que ambos universos también se consideraban ficticios. Así como sucedió con la Tierra-C, los nombres de los personajes y lugares tienden a hacer un uso intensivo de diversos orígenes animales y un uso para ciertos juegos de palabras .
Después de los acontecimientos de la miniserie de 1985 a 1986. la Crisis en las Tierras Infinitas, se reveló que la Tierra-C-Menor (y la Tierra-C) sobrevivieron de manera intacta, ya que eran en realidad "Dimensiones Alternativas" en lugar de ser Tierras Paralelas, aunque la más reciente miniserie recopilatoria, El Capitán Zanahoria y el Arca Final ha sugerido que la Tierra-C de nuevo es considerada un universo paralelo, ahora denominado como Tierra-26, una de las nuevas 52 Tierras paralelas en el nuevo Multiverso DC.

## Miembros
A continuación, se mostrarán a los miembros de la Just'a Lotta Animals:
- Super-Ardilla: Es una ardilla contraparte antropomórfica y parodia de Superman. Super-Ardilla tiene una amplia gama de poderes Ardilla-tonianos, incluyendo el poder de volar, super visión y súper fuerza. Su principal debilidad es la Ardillatonita. Super-Ardilla vivía en la ciudad de Muttropolis . Super-ardilla está enamorado de Wonder Wabbit (Coneja Maravilla), ydemuestra sus celos cuando ella y el Capitán Zanahoria coquetean con los demás. A diferencia de Superman, Super-Ardilla sale como un tanto pomposo y auto-agradecido, en contraste con la personalidad del hombre de acero que es más amable.

- Batiratón: Es la versión antropomórfica, contraparte y parodia de Batman; al ser un ratón. Batiratón (Batmouse) utiliza una amplia gama herramientas en su lucha contra el crimen, a menudo con la ayuda de su compañero, Boyd el Robin maravilla (versión antropomórfica y parodia de Robin; el compañero de Batman).

- Wonder Wabbit (Coneja Maravilla): la versión antropomórfica, contraparte y parodia de la Mujer Maravilla, representada como un conejo. Wonder Wabbit hace de sus habilidades especiales y su entrenamiento como criatura animomazona y las utiliza como herramientas en su lucha contra el crimen, entre sus poderes está la super fuerza, también posee los brazaletes que la hacen invulnerable, su lazo mágico, y un avión robot volador. Wonder Wabbit vino originalmente de la isla Parrot Eyes.

- Green Lambkin: Su versión antropomórfica es un cordero; contraparte y parodia de Linterna Verde Hal Jordan. Green Lambkin usa su anillo de poder en su lucha contram el crimen intergaláctico; sin embargo, el anillo tiene las mismas dos debilidades de los Linterna Verdes: un límite de carga de 24 horas (que después tenía que ser recargado) y la debilidad contra el color amarillo . Green Lambkin fue miembro de la Green Lambkin Corps , y sirvió a los Cabra Guardianes del Universo del planeta Uh-Oh.

- Crash: Su versión antropomórfica es una tortuga; contraparte y parodia del Flash de la edad de plata. Crash estaba dotado con el poder de la super velocidad . De acuerdo con el Capitán Zanahoria #14,[5] supuestamente se inspiró convertirse en Crash leyendo los cómics de (Tierra-C)al emular a su idólo Terrific Whatzit en su juventud, al igual que Barry Allen (el Flash de Tierra 1) en el cual fue inspirado por la lectura de una historieta en la que relataba las aventuras de Jay Garrick ( el Flash de Tierra 2).

- Aquapato: Su versión antropomórfica es un pato; contraparte y parodia de Aquaman. Aquapato posee la capacidad de nadar a velocidades fenomenales, sobrevivir a las profundidades del océano, respirar bajo el agua, y comunicarse telepáticamente con los demás animales acuáticos.

Entre otros miembros de la Just'a Lotta Animals también se encuentran:
- Green Sparrow (Gorrión Verde): Su versión antropomórfica es un gorrión; contraparte y parodia de Flecha Verde.

- Stacked Canary (Canario Apilado): Su versión antropomórfica es un canario; contraparte y parodia de Canario Negro.

- Hawkmoose (Alce-Halcón): Su versión antropomórfica es un alce; contraparte y parodia del Hawkman de la edad de plata.

- The Martian Anteater (El Oso Homrigero Marciano): Su versión atropomorfica es un oso hormiguero de Marte (del universo de la Tierra-C-Minus); contraparte y parodia del Detective Marciano.

- Ítem (El Objeto): Su versión antropomórfica es un elefante; contraparte y parodia de Atom de la edad de plata.

- Elong-Gator (Cocodrilo Elástico): Su versión antropomórfica es un cocodrilo; contraparte y parodia de Hombre Elástico.

- Firestork (Cigüeña de Fuego): Su versión antropomórfica es una cigüeña; contraparte y parodia de Firestorm

- Zap-Panda (Panda Zas!): Su versión antropomórfica es un panda; contraparte y parodia de Zatanna.

- The Rat Tornado (La Rata Tornado): Su versión antropomórfica es una rata; contraparte y parodia de Tornado Rojo.

## Enemigos
A continuación, se mostrarán a los enemigos de la Just'a Lotta Animals:
- Kangar-Roo: Su versión antropomórfica es un canguro; contraparte y parodia de Kanjar Ro.

- Lex Lémur: Su versión antropomórfica es un lémur; contraparte y parodia de Lex Luthor. Archienemigo de Super-ardilla.

- El Porker: Su versión antropomórfica es un cerdo; contraparte y parodia de El Joker. Archenemigo de Batiratón.

- Hector Hamhock: Su versión antropomórfica es un Jabalí; contraparte y parodia de Hector Hammond. Enemigo de Green Lambkin.

- The Weasel time (Comadreja del Tiempo): Su versión antropomórfica es una comadreja; contraparte y parodia de Weather Wizard. Enemigo de Crash.

- Shaggy Dawg: Su versión antropomórfica es un perro peludo; contraparte y parodia de Shaggy Man.

- Feline Faust: Contraparte y parodia de Felix Faust.

- Amazoo: Un androide compuesto de las partes de una docena de diferentes animales; contraparte y parodia de Tierra-C Menor de Amazo.

- Brainy-Yak, Su versión antropomórfica es un yak; contraparte y parodia de Brainiac, apenas fue mencionado una vez.

- Un pato contraparte y parodia de Xotar, uno de los primeros enemigos de la Liga de la Justicia, dicha contraparte es un Maestro de Armas como fue ilustrado en uno de los paneles de una de las páginas de la Just'a Lotta Animals.[6]

## En otros Medios

### Liga de la Granja de la Justicia
El bloque de animación de superhéroes DC Nation de Cartoon Network presenta una versión animada que imita a la Just'a Lotta Animals, estos cortos son conocidos como La Liga de la Granja (identificados anteriormente como la Liga de la Justicia de Animales). Como versión animada de la Just'a Lotta Animals, las estrellas de La Liga de la Granja son la parodia a los personajes de DC antroformizados con formas animales, que incluyen a Superman como Supermanatí, Batman como Batmangosta, La Mujer Maravilla como La Wombat Maravilla, Flash como El Flish, Linterna Verde como La Lamprea Verde, Aquaman como Aquamandril, Shazam! como Shazham!, Robin como Robin Huevo, Cyborg como Cybug, Darkseid como Duckseid, El Joker como El Sapón, Gatúbela como Gata Gata , Sr. Mxyzptlk como el Sr. Mxyzchkn, Solomon Grundy como Solomon Bunny, Dos Caras como Cara de Vaca, Bizarro como Bizaperro, Capitán Frío como el Capitán Arenque, Sinestro como Sinestropótamo, Lex Luthor como Lex Ligre, Brainiac como Grulliac y El Insecto Asechador como La Babosa Asechadora.